# 拉斯托奇基涅
克里尼奇内（烏克蘭語：Криничне），2024年9月前名为拉斯托奇基涅或拉斯托奇基诺（羅馬化：Lastochkino），是乌克兰顿涅茨克州波克羅夫斯克區奥切列季涅市镇的村庄。
俄罗斯入侵乌克兰期间，拉斯托奇基涅是阿夫迪伊夫卡战役的前線村莊之一。2024年2月24日，拉斯托奇基涅被俄罗斯军队佔領。
2024年9月19日乌克兰最高拉达将此村改名为“克里尼奇内”。